# Versus (2000)
Versus (VERSUS -ヴァーサス-, Vāsasu, bra: O Portal da Ressurreição) é um filme independente do gênero ação zumbi produzido no Japão, dirigido por Ryuhei Kitamura e lançado em 2000.

## Sinopse
Dois detidos escapam durante sua transferência e encontram refúgio em uma floresta onde os yakuzas devem cuidar deles e garantir sua fuga. No entanto, os criminosos têm um plano totalmente diferente para os dois detentos. Na verdade, os últimos chegam com uma jovem cativa e pedem que esperem por seu líder. Segue-se uma luta em que um dos yakuzas morre... para melhor voltar à vida.

## Elenco
- Tak Sakaguchi como Prisioneiro KSC2-303
- Hideo Sakaki como O Homem
- Chieko Misaka como A Menina
- Kenji Matsuda como Líder Yakuza com faca borboleta
- Yuichiro Arai como Yakuza de motocicleta com revólver
- Minoru Matsumoto como Yakuza louco com amuleto
- Kazuhito Ohba como Yakuza com óculos
- Takehiro Katayama como Assassino ruivo
- Ayumi Yoshihara como Assassina de cabelo longo
- Shōichirō Masumoto como Policial maneta
- Toshiro Kamiaka como Guerreiro samurai
- Yukihito Tanikado como Policial com Barrett
- Hoshimi Asai como Assassina de cabelo curto
- Ryosuke Watabe como Yakuza zumbi com casaco de pele de crocodilo
- Motonari Komiya como Outro prisioneiro

## Produção
O filme, nascido como uma obra independente, que ostenta todas as paixões do diretor, deveria custar apenas 10 mil dólares. Kitamura, no entanto, logo percebeu que queria apostar tudo nesse seu filme e estima-se que o orçamento real seja de 400 mil dólares. São muitas as homenagens ao diretor Sam Raimi e seu filme The Evil Dead: da floresta sombria à semelhança dos monstros encenados, até as famosas sequências de fotos que siga a ação perto do solo.
Este é o primeiro filme estrelado pelo ator Tak Sakaguchi. Ele foi notado pelo diretor durante uma de suas lutas de rua, enquanto Sakaguchi se engajava em uma “Luta de Rua”.